# Дзежгув (Лодзинське воєводство)
Дзежгув (пол. Dzierzgów) — село в Польщі, у гміні Неборув Ловицького повіту Лодзинського воєводства.
Населення — 465 осіб (2011).
У 1975-1998 роках село належало до Скерневицького воєводства.

## Демографія
Демографічна структура станом на 31 березня 2011 року:
|          | Загалом | Допрацездатний вік | Працездатний вік | Постпрацездатний вік |
| -------- | ------- | ------------------ | ---------------- | -------------------- |
| Чоловіки | 235     | 47                 | 159              | 29                   |
| Жінки    | 230     | 41                 | 123              | 66                   |
| Разом    | 465     | 88                 | 282              | 95                   |